# Ferry Ahrlé
Ferry Ahrlé (* 17. Juni 1924 in Frankfurt am Main; † 4. April 2018 ebenda) war ein deutscher Maler, Autor und Entertainer.

## Leben
Ferry Ahrlé, der Sohn von René Ahrlé, wuchs in Berlin auf. Er studierte an der Akademie der bildenden Künste unter anderem bei Max Kaus und nahm neben seinem Studium Schauspielunterricht beim späteren Burgschauspieler Albin Skoda. Das von Ahrlé gemalte Porträt Skodas als Torquato Tasso hängt im Burgtheater in Wien. Zwei Spielzeiten zeichnete er die Programmtitel der Berliner Philharmoniker, darunter die Porträts von Sergiu Celibidache, Wilhelm Furtwängler, Yehudi Menuhin und Otto Klemperer. Er entwarf Dekorationen für den Film „Berliner Ballade“ und für das literarische Kabarett „Die Stachelschweine“.
Mitte der 1950er Jahre ging Ahrlé nach Frankfurt am Main. Hier entstanden seine Filmplakate u. a. zu Filmen von Federico Fellini, Ingmar Bergman, Luis Buñuel, François Truffaut und Roman Polański. Diese wurden anlässlich des 100-jährigen Jubiläums des Films zusammen mit Schauspielerporträts im Deutschen Filmmuseum gezeigt.
In den 1960er Jahren arbeitete Ahrlé in Paris. Zurück in Deutschland, zeigte er ab den 1970er Jahren seine Bilderzyklen „Signal und Schiene“, „Von Ikarus bis Überschall“, „Das Geld in Oper und Schauspiel“, „Mozartissimo“, „Alles Theater“ und „Gemalte Musik“.
Von 1979 bis 1990 war er im Fernsehen präsent. Für seine verschiedenen Serien schrieb er auch die Drehbücher. In seiner Serie „Die Kleinen der Großen“ erfand er dienstbare Geister historischer Persönlichkeiten. In der „Galerie der Straße“ trat er in den Rollen großer Plakatkünstler auf.
In der Serie „Sehr ähnlich, wer soll’s denn sein?“ unterhielt er sich mit seinen Gesprächspartnern und porträtierte sie gleichzeitig. Persönlichkeiten wie Maria Schell, Marianne Hoppe, Erika Pluhar, Karl John, Paul Dahlke, Martin Held, Johannes Heesters, Yehudi Menuhin, Erich von Däniken und viele andere saßen ihm Modell. Für diese besondere und unterhaltende Art des Porträtierens im doppelten Sinn erhielt er in New York den „Golden Award“ auf dem „Internationalen Film- und Fernsehfestival“.
Neben seiner Malerei schrieb Ahrlé Bücher. Seine Bilder hängen in privaten und öffentlichen Sammlungen. Er lebte und arbeitete in Frankfurt am Main und in Berlin. Seine Grabstätte befindet sich auf dem Hauptfriedhof Frankfurt am Main (Gewann J 490).
Die Stadt Frankfurt am Main ehrte Ferry Ahrlé als „einen der vielseitigsten und fantasiereichsten Künstler seiner Zeit“ (Oberbürgermeister Peter Feldmann) 2019 durch die dauerhafte Gestaltung der Wände in der U-Bahn-Station Konstablerwache mit sechs seiner Zeichnungen aus der Serie vom Frankfurter U-Bahnbau in den 1970er und 1980er Jahren.

## Buchveröffentlichungen
- Ernst Nebhut: Frankfurter Straßen und Plätze. 2. Aufl., Societäts-Verlag, Frankfurt am Main 1978, ISBN 3-7973-0261-4. (mit Zeichnungen von Ferry Ahrlé)
- Sehen und sehen lassen, Autobiographie, Kramer Verlag, Frankfurt am Main 1981, ISBN 3-7829-0249-1
- Galerie der Straße – Die großen Meister der Plakatkunst, Kramer Verlag, Frankfurt am Main 1990, ISBN 3-7829-0400-1
- Flötentöne ohne Noten, Kramer Verlag, Frankfurt am Main 1989, ISBN 3-7829-0389-7
- Balkone – Vier Wände und ein bisschen mehr, Umschau-Verlag, Frankfurt am Main 1987, ISBN 3-524-81012-8
- Mögliche Begegnungen – Mosaik eines Erfinderlebens (Henri Nestlé), Umschau Verlag, Frankfurt am Main 1997, ISBN 3-524-81015-2
- Mir werden Flügel wachsen, der Mensch wird fliegen, Umschau Braus Verlag, Heidelberg 1999, ISBN 3-8295-8104-1
- Türme der Macht und des Geistes, Umschau Braus Verlag, Heidelberg 1999, ISBN 3-8295-8103-3
- Straßen, Lebenslinien europäischer Metropolen, Universitätsdruckerei H. Schmidt, Mainz 2002, ISBN 3-935647-08-5
- Von Gönnern und Könnern, Finanzgenies und ihre Baukünstler,  Bankakademie Verlag, Frankfurt am Main 2003, ISBN 3-933165-90-3
- Jahre wie Tage – Das spannende Leben des Ferry Ahrlé, Bucher-Verlag, Hohenems / Wien / Vaduz 2016, ISBN 3-99018-360-5

## Ehrungen und Auszeichnungen
- 1962: Prix Toulouse-Lautrec, Paris
- 1965: Grand Prix International des Dessins, Deauville
- 1978: Bundesverdienstkreuz am Bande
- 1980: „Golden Award“ auf dem „Internationalen Film- und Fernsehfestival“, New York
- 1983: Erster Preis für die Serie „Deutsche Städte“ auf dem „Internationalen Tourismusplakat-Wettbewerb“, Paris
- 1984: Ehrenplakette der Stadt Frankfurt am Main
- 1985: Bundesverdienstkreuz 1. Klasse
- 1990: Ehrenkreuz für Wissenschaft und Kunst der Republik Österreich
- 1994: Prix Rabelais, Chinon
- 2004: Goethe-Plakette der Stadt Frankfurt am Main
- 2014: Hessischer Verdienstorden